# Маслов, Владимир Петрович (геолог)
Маслов, Владимир Петрович (1891 Старица — 1968 Москва) — советский геолог, литолог и палеонтолог. Известен трудами по литологии карбонатных пород, стратиграфии нижнего палеозоя центральной Сибири и изучению породообразующих организмов.

## Биография
Родился 7 (19) апреля 1891 года в городе Старица, Тверской губернии. Отец — Маслов Пётр Павлович.
В 1927 году окончил геолого-почвенное отделение физико-математического факультета Московского университета.
С 1924 года работал в Институте прикладной минералогии.
В 1928 году переехал в Ленинград, работал геологом Геологического комитета, (реорганизован в ЦНИГРИ).
В 1933 году вернулся в Москву. Работал в Нефтяном геологоразведочном институте, а с 1935 года в Геологическом институте АН СССР.
Изучал ископаемые известковые водоросли и строматолиты.
Скончался 12 сентября 1968 года в Москве.

## Награды и премии
- Орден Красной Звезды
- Орден Трудового Красного Знамени

## Членство в организациях
- 1938 — Московское общество испытателей природы